# Gaußscher Wahrscheinlichkeitsraum
Ein gaußscher Wahrscheinlichkeitsraum ist in der Stochastik und insbesondere im Malliavin-Kalkül ein Wahrscheinlichkeitsraum zusammen mit einem Hilbert-Raum zentrierter, reeller gaußscher Zufallsvariablen, welcher gaußscher Hilbert-Raum (oder gaußscher Raum) genannt wird. Wichtige Beispiele gaußscher Wahrscheinlichkeitsräume sind die abstrakten Wiener-Räume.
Die Terminologie ist in der Literatur nicht immer einheitlich, generell versteht man unter dem Begriff gaußscher Raum einen abgeschlossenen Unterraum des L2-Raumes, dessen Elemente zentrierte Gauß-Variablen sind. Manche Autoren bezeichnen aber auch allgemein Räume mit einem gaußschen Maß als gaußsche Räume. Wir folgen der Monographie () von Paul Malliavin.

## Gaußscher Wahrscheinlichkeitsraum
Ein gaußscher Wahrscheinlichkeitsraum {\displaystyle (\Omega ,{\mathcal {F}},P,{\mathcal {H}},{\mathcal {F}}_{\mathcal {H}}^{\perp })} besteht aus
- einem (vollständigen) Wahrscheinlichkeitsraum {\displaystyle (\Omega ,{\mathcal {F}},P)} ,
- einem abgeschlossenen Unterraum {\displaystyle {\mathcal {H}}\subset L^{2}(\Omega ,{\mathcal {F}},P)}, so dass alle {\displaystyle X\in {\mathcal {H}}} zentrierte Gauß-Variablen sind, d. h. es  gilt {\displaystyle X\sim {\mathcal {N}}(0,\sigma ^{2})}. Die σ-Algebra der Elemente in {\displaystyle {\mathcal {H}}} notieren wir mit {\displaystyle {\mathcal {F}}_{\mathcal {H}}}.
- einer σ-Algebra {\displaystyle {\mathcal {F}}_{\mathcal {H}}^{\perp }} der transversalen Zufallvariablen, welche durch die Beziehung

{\displaystyle {\mathcal {F}}={\mathcal {F}}_{\mathcal {H}}\otimes {\mathcal {F}}_{\mathcal {H}}^{\perp }}
definiert wird.

### Irreduzibilität
Ein gaußscher Wahrscheinlichkeitsraum heißt irreduzibel, wenn {\displaystyle {\mathcal {F}}={\mathcal {F}}_{\mathcal {H}}} gilt. Irreduzible gaußsche Wahrscheinlichkeitsräume werden mit {\displaystyle (\Omega ,{\mathcal {F}},P,{\mathcal {H}})} notiert. Der Begriff der nicht-irreduziblen gaußschen Wahrscheinlichkeitsräume wird aus zwei Gründen definiert:
1. Um auf Unterräumen arbeiten zu können.
2. Um den Wahrscheinlichkeitsraum {\displaystyle (\Omega ,{\mathcal {F}},P)} erweitern zu können.

Ansonsten wählt man in der Regel einen irreduziblen gaußschen Wahrscheinlichkeitsraum.

### Unterräume
Ein Unterraum {\displaystyle (\Omega ,{\mathcal {F}},P,{\mathcal {H}}_{1},{\mathcal {A}}_{{\mathcal {H}}_{1}}^{\perp })} eines gaußschen Wahrscheinlichkeitsraumes {\displaystyle (\Omega ,{\mathcal {F}},P,{\mathcal {H}},{\mathcal {F}}_{\mathcal {H}}^{\perp })} besteht aus
- einem abgeschlossenen Unterraum {\displaystyle {\mathcal {H}}_{1}\subset {\mathcal {H}}} von {\displaystyle {\mathcal {H}}},
- einer Teil-σ-Algebra {\displaystyle {\mathcal {A}}_{{\mathcal {H}}_{1}}^{\perp }\subset {\mathcal {F}}} der transversalen Zufallvariablen, so dass {\displaystyle {\mathcal {A}}_{{\mathcal {H}}_{1}}^{\perp }} und {\displaystyle {\mathcal {A}}_{{\mathcal {H}}_{1}}} unabhängig sind und eine neue Produkt-σ-Algebra {\displaystyle {\mathcal {A}}={\mathcal {A}}_{{\mathcal {H}}_{1}}\otimes {\mathcal {A}}_{{\mathcal {H}}_{1}}^{\perp }} bilden. Des Weiteren soll gelten {\displaystyle {\mathcal {A}}\cap {\mathcal {F}}_{\mathcal {H}}^{\perp }={\mathcal {A}}_{{\mathcal {H}}_{1}}^{\perp }}.[2]

Beispiel:
Sei {\displaystyle (\Omega ,{\mathcal {F}},P,{\mathcal {H}},{\mathcal {F}}_{\mathcal {H}}^{\perp })} gaußscher Wahrscheinlichkeitsraum mit abgeschlossenem {\displaystyle {\mathcal {H}}_{1}\subset {\mathcal {H}}}. Sei nun {\displaystyle V} das orthogonale Komplement von {\displaystyle {\mathcal {H}}_{1}} in {\displaystyle {\mathcal {H}}}. Orthogonalität impliziert Unabhängigkeit zwischen {\displaystyle V} und {\displaystyle {\mathcal {H}}_{1}}, also ist {\displaystyle {\mathcal {A}}_{V}} unabhängig von {\displaystyle {\mathcal {A}}_{{\mathcal {H}}_{1}}}. Definiere nun {\displaystyle {\mathcal {A}}_{{\mathcal {H}}_{1}}^{\perp }} durch {\displaystyle {\mathcal {A}}_{{\mathcal {H}}_{1}}^{\perp }:=\sigma ({\mathcal {A}}_{V},{\mathcal {F}}_{\mathcal {H}}^{\perp })={\mathcal {A}}_{V}\vee {\mathcal {F}}_{\mathcal {H}}^{\perp }}.

### Bemerkung
Bemerke, für {\displaystyle G=L^{2}(\Omega ,{\mathcal {F}}_{\mathcal {H}}^{\perp },P)} gilt {\displaystyle L^{2}(\Omega ,{\mathcal {F}},P)=L^{2}((\Omega ,{\mathcal {F}}_{\mathcal {H}},P);G)}.

### Fundamentalalgebra
Zu einem gaußschen Wahrscheinlichkeitsraum {\displaystyle (\Omega ,{\mathcal {F}},P,{\mathcal {H}},{\mathcal {F}}_{\mathcal {H}}^{\perp })} definieren wir die Algebra der zylindrischen Zufallsvariablen der Form
{\displaystyle \mathbb {A} _{\mathcal {H}}=\{F=P(X_{1},\dots ,X_{n}):X_{i}\in {\mathcal {H}}\}}
wobei {\displaystyle P} ein Polynom in {\displaystyle n} Variablen ist und nennen {\displaystyle \mathbb {A} _{\mathcal {H}}} die Fundamentalalgebra. Es gilt {\displaystyle \mathbb {A} _{\mathcal {H}}\subset L^{p}(\Omega ,{\mathcal {F}},P)} für {\displaystyle p<\infty }.
Für einen irreduziblen gaußschen Wahrscheinlichkeitsraum {\displaystyle (\Omega ,{\mathcal {F}},P,{\mathcal {H}})} gilt, dass {\displaystyle \mathbb {A} _{\mathcal {H}}} eine dichte Menge in {\displaystyle L^{p}(\Omega ,{\mathcal {F}},P)} für alle {\displaystyle p\in [1,\infty [} ist.

### Numerisches Modell und Segal-Modell
Ein irreduzibler gaußscher Wahrscheinlichkeitsraum {\displaystyle (\Omega ,{\mathcal {F}},P,{\mathcal {H}})} mit einer gewählten Basis für {\displaystyle {\mathcal {H}}} nennt man numerisches Modell. Zwei numerische Modelle sind isomorph, wenn ihre gaußschen Räume die gleiche Dimension haben.
Gegeben ist ein separabler Hilbert-Raum {\displaystyle G}, dann existiert immer ein kanonischer irreduzibler gaußscher Wahrscheinlichkeitsraum {\displaystyle \operatorname {Seg} (G)=(\Omega ,{\mathcal {F}},P,G)} namens Segal-Modell mit {\displaystyle G} als gaußscher Raum. In diesem Fall notiert man die zu {\displaystyle g\in G} assoziierte gaußsche Zufallsvariable als {\displaystyle W(g)} und schreibt entsprechend den gaußschen Raum als {\displaystyle {\mathcal {G}}=\{W(g)\colon g\in G\}}, das heißt {\displaystyle \operatorname {Seg} (G)=(\Omega ,{\mathcal {F}},P,{\mathcal {G}})}. Diese Notation ist analog zu dem isonormalen Gauß-Prozess.

## Beispiele
- Sei {\displaystyle C_{0}[0,1]=\{\omega :\omega {\text{ ist stetig auf }}[0,1],\omega (0)=0\}} der klassische Wiener-Raum, {\displaystyle {\mathcal {B}}(C_{0})=\sigma (W_{s},0\leq s\leq 1)} die σ-Algebra der Koordinaten-Abbildungen {\displaystyle W_{s}:\omega \mapsto \omega (s)} (oder äquivalent die borelsche σ-Algebra von {\displaystyle C_{0}[0,1]}) und {\displaystyle \mu } das Wiener-Maß. Weiter sei {\displaystyle H=L^{2}(0,1)} und {\displaystyle {\mathcal {H}}=\{W_{h},h\in H\}} die Familie der Wiener-Integrale definiert durch

{\displaystyle W_{h}(\omega )=\int _{0}^{1}h(t)d\omega (t).}
Dann ist  {\displaystyle (C_{0}[0,1],{\mathcal {B}}(C_{0}),\mu ,{\mathcal {H}})} ein irreduzibler gaußscher Wahrscheinlichkeitsraum.
- Sei {\displaystyle (X,H,\mu )} ein abstrakter Wiener-Raum, d. h. {\displaystyle X} ist ein separabler Banach-Raum und {\displaystyle H} separabler Hilbert-Raum, der stetig und dicht in {\displaystyle X} eingebettet ist, {\displaystyle \mu } ein zentriertes gaußsches Maß und {\displaystyle {\mathcal {H}}=\{W_{l}(x):=\langle l,x\rangle ,l\in X^{*}\}}. Dann ist {\displaystyle (X,{\mathcal {B}}(X),\mu ,{\mathcal {H}})} ein irreduzibler gaußscher Wahrscheinlichkeitsraum.[6]